# Hydaticus nigritulus
Hydaticus nigritulus is een keversoort uit de familie waterroofkevers (Dytiscidae). De wetenschappelijke naam van de soort is voor het eerst geldig gepubliceerd in 1899 door Régimbart.